# Paisagem Protegida do Litoral de Esposende
A Paisagem Protegida do Litoral de Esposende é uma área constituída por praias e dunas, associadas a rochedos costeiros, os estuários dos rios Cávado e Neiva, manchas de pinhal e mata, paisagens rurais e agrícolas. A componente agrícola é forte,  especialmente na apanha do sargaço (algas marinhas), do pilado (pequenos crustáceos) e no cultivo em campos de masseira.
Em termos de flora, a vegetação dunar é fundamental pelo seu papel decisivo na fixação das areias e preservação do ecossistema local. Apresenta espécies como o cardo-marinho, o estorno e os cordeirinhos-da-praia. Nas zonas de transição para o mato surgem algumas espécies exóticas como o chorão e a acácia, e na zona interior existem manchas de pinheiro-bravo.